# إيمي (مغنية)
إيمي (بالأرمنية: Էմմի)‏ هي مغنية أرمينية، ولدت في 12 أبريل 1984 في يريفان في أرمينيا.

## وصلات خارجية
- إيمي على موقع IMDb (الإنجليزية)
- إيمي على موقع ميوزك برينز (الإنجليزية)
- إيمي على موقع ديسكوغز (الإنجليزية)